# Ernesto Grillo
Ernesto Grillo (ur. 1 października 1929, zm. 18 czerwca 1998) – środkowy napastnik argentyński, zaliczany do najlepszych w historii futbolu argentyńskiego.
Grillo urodził się w Buenos Aires, w dzielnicy Boca i jako dziecko uczył się gry w piłkę w amatorskich drużynach klubu Farmacia Cane, potem w Boca Juniors a następnie w Rubi de la Calle Olavarria. W roku 1946 znalazł się w czwartej drużynie River Plate, a następnie w czwartej drużynie Independiente.
W pierwszej lidze Grillo zadebiutował w 21 kolejce sezonu 11 września 1949 roku mając 20 lat. Zagrał w wyjazdowym spotkaniu klubu Independiente z klubem Platense, wygranym przez Independiente 3:2. Swoją pierwszą bramkę w lidze Grillo zdobył dwa i pół miesiąca po swym debiucie – 26 listopada 1949 roku (32 kolejka) podczas meczu Independiente z Chacarita Juniors wygranego przez Independiente 3:2 (po jego bramce Independiente prowadziło już 3:0). W roku 1957 za sumę 3 milionów 300 tysięcy pesos przeszedł do Milanu, przy czym sam obok licznych premii dostał 600 tysięcy. Z Milanem zdobył mistrzostwo Włoch oraz dotarł do finału PEMK. W roku 1960 wrócił do Argentyny i rozpoczął występy w Boca Juniors, w którego barwach grał już do końca swojej piłkarskiej kariery. W lidze argentyńskiej zdobył łącznie 102 bramki w 276 meczach. W reprezentacji Argentyny rozegrał 20 meczów i zdobył 7 bramek (przyczynił się do zwycięstwa w Copa América 1955).
Pomimo bardzo silnej budowy fizycznej Grillo nie grał siłowo, lecz preferował grę techniczną. Nie był zbyt szybki, ale nadrabiał to znakomitym dryblingiem. Na przestrzeni 2–3 metrów potrafił sobie poradzić nawet z kilkoma obrońcami. Słynnym wydarzeniem była zdobyta przez niego 14 maja 1953 roku bramka w wygranym przez Argentynę 3:1 meczu z Anglią. Grillo wymanewrował obrońców angielskich docierając do linii końcowej boiska i zdobył gola z zerowego kąta.

## Literatura
- Tomasz Wołek, Encyklopedia piłkarska FUJI: Copa America. Historia mistrzostw Ameryki Południowej 1910-1995, Wydawnictwo GiA, Katowice 1995, ISBN 83-902751-2-0, str. 103